# Bira (flod)
 For alternative betydninger, se Bira. (Se også artikler, som begynder med Bira)
Bira (russisk: Бира; også "Store Bira") er en flod i den Jødiske autonome oblast i det fjernøstlige Rusland. Bira kommer af evenkisk "Bidzen" hvor det blot betyder "Flod". Længden af floden er omkring 424 km, den afslutter med at flyde sammen med den større flod Amur. Bira får hovedsageligt dens vand fra regn, hvilket får den til regelmæssigt at gå over dens bredder i forbindelse med sommerregnen og forstyrre vejnettet og Den transsibiriske jernbane.
Langs floden er byen Birobidzjan som er administrativt centrum i den Jødiske autonome oblast og som delvist er opkaldt efter floden. Bidzhan indgår i symbolikken i det Jødiske autonome oblasts våbenskjold.